# Plantilles de la Copa del Món de futbol de 1966
Plantilles oficials de les seleccions classificades per la fase final de la Copa del Món de Futbol 1966 d'Anglaterra. Cada selecció pot inscriure 22 jugadors. Els equips participants són (cliqueu sobre el país per accedir a la plantilla):
| Equips participants | Equips participants | Equips participants | Equips participants |
| ------------------- | ------------------- | ------------------- | ------------------- |
| Anglaterra          | França              | Mèxic               | Uruguai             |
| Argentina           | Espanya             | Suïssa              | Alemanya Occidental |
| Brasil              | Bulgària            | Hongria             | Portugal            |
| Xile                | Itàlia              | Corea del Nord      | Unió Soviètica      |

## Anglaterra
| #    | Posició     | Nom            | Naixement              | P. Sel.    | Club                |
| ---- | ----------- | -------------- | ---------------------- | ---------- | ------------------- |
| 1    | Porter      | Gordon Banks   | 30 de desembre de 1937 | 27         | Leicester City      |
| 2    | Defensa     | George Cohen   | 22 d'octubre de 1939   | 24         | Fulham              |
| 3    | Defensa     | Ray Wilson     | 17 de desembre de 1934 | 45         | Everton             |
| 4    | Migcampista | Nobby Stiles   | 18 de maig de 1942     | 14         | Manchester United   |
| 5    | Defensa     | Jack Charlton  | 8 de maig de 1935      | 16         | Leeds United        |
| 6    | Defensa     | Bobby Moore    | 12 d'abril de 1941     | 41         | West Ham United     |
| 7    | Migcampista | Alan Ball      | 12 de maig de 1945     | 10         | Blackpool           |
| 8    | Davanter    | Jimmy Greaves  | 20 de febrer de 1940   | 51         | Tottenham Hotspur   |
| 9    | Migcampista | Bobby Charlton | 11 d'octubre de 1937   | 68         | Manchester United   |
| 10   | Davanter    | Geoff Hurst    | 8 de desembre de 1941  | 4          | West Ham United     |
| 11   | Davanter    | John Connelly  | 18 de juliol de 1938   | 19         | Manchester United   |
| 12   | Porter      | Ron Springett  | 22 de juliol de 1935   | 33         | Sheffield Wednesday |
| 13   | Porter      | Peter Bonetti  | 27 de setembre de 1941 | 1          | Chelsea             |
| 14   | Defensa     | Jimmy Armfield | 21 de setembre de 1935 | 43         | Blackpool           |
| 15   | Defensa     | Gerry Byrne    | 29 d'agost de 1938     | 2          | Liverpool           |
| 16   | Migcampista | Martin Peters  | 8 de novembre de 1943  | 3          | West Ham United     |
| 17   | Defensa     | Ron Flowers    | 28 de juliol, 1934     | 49         | Wolverhampton       |
| 18   | Defensa     | Norman Hunter  | 24 d'octubre de 1943   | 4          | Leeds United        |
| 19   | Davanter    | Terry Paine    | 23 de març de 1939     | 18         | Southampton         |
| 20   | Migcampista | Ian Callaghan  | 10 d'abril de 1942     | 1          | Liverpool           |
| 21   | Davanter    | Roger Hunt     | 20 de juliol de 1938   | 13         | Liverpool           |
| 22   | Migcampista | George Eastham | 23 de setembre de 1936 | 19         | Arsenal             |
| Ent. | Alf Ramsey  | Alf Ramsey     | Alf Ramsey             | Alf Ramsey | Alf Ramsey          |

## França
| #    | Posició      | Nom                 | Naixement              | P. Sel.      | Club                     |
| ---- | ------------ | ------------------- | ---------------------- | ------------ | ------------------------ |
| 1    | Porter       | Marcel Aubour       | 17 de juny de 1940     | -            | Olympique Lyonnais       |
| 2    | Defensa      | Marcel Artelesa     | 2 de juliol de 1938    | -            | AS Monaco                |
| 3    | Migcampista  | Edmond Baraffe      | 19 d'octubre de 1942   | -            | FC Toulouse              |
| 4    | Migcampista  | Joseph Bonnel       | 4 de gener de 1939     | -            | US Valenciennes          |
| 5    | Defensa      | Bernard Bosquier    | 19 de juny de 1942     | -            | FC Sochaux               |
| 6    | Defensa      | Robert Budzynski    | 21 de maig de 1940     | -            | FC Nantes                |
| 7    | Defensa      | André Chorda        | 20 de febrer de 1938   | -            | FC Girondins de Bordeaux |
| 8    | Davanter     | Nestor Combin       | 29 de desembre de 1940 | -            | A.S. Varese 1910         |
| 9    | Davanter     | Didier Couécou      | 25 de juliol de 1944   | -            | FC Girondins de Bordeaux |
| 10   | Defensa      | Héctor De Bourgoing | 23 de juliol de 1934   | -            | FC Girondins de Bordeaux |
| 11   | Defensa      | Gabriel De Michele  | 6 de març de 1941      | -            | FC Nantes                |
| 12   | Defensa      | Jean Djorkaeff      | 27 d'octubre de 1939   | -            | Olympique Lyonnais       |
| 13   | Davanter     | Philippe Gondet     | 17 de maig de 1942     | -            | FC Nantes                |
| 14   | Davanter     | Gérard Hausser      | 18 de març de 1939     | -            | RC Strasbourg            |
| 15   | Migcampista  | Yves Herbet         | 17 d'agost de 1945     | -            | UA Sedan                 |
| 16   | Migcampista  | Robert Herbin       | 30 de març de 1939     | -            | AS Saint-Etienne         |
| 17   | Migcampista  | Lucien Muller       | 3 de setembre de 1934  | -            | FC Barcelona             |
| 18   | Defensa      | Jean-Claude Piumi   | 27 de maig de 1940     | -            | US Valenciennes          |
| 19   | Davanter     | Laurent Robuschi    | 5 d'octubre de 1935    | -            | FC Girondins de Bordeaux |
| 20   | Migcampista  | Jacques Simon       | 25 de març de 1941     | -            | FC Nantes                |
| 21   | Porter       | Georges Carnus      | 13 d'agost de 1942     | -            | Stade Francais           |
| 22   | Porter       | Johnny Schuth       | 7 de desembre de 1941  | -            | RC Strasbourg            |
| Ent. | Henri Guérin | Henri Guérin        | Henri Guérin           | Henri Guérin | Henri Guérin             |

## Mèxic
| #    | Posició         | Nom                 | Naixement              | P. Sel.         | Club                   |
| ---- | --------------- | ------------------- | ---------------------- | --------------- | ---------------------- |
| 1    | Porter          | Antonio Carbajal    | 7 de juny de 1929      | -               | FC Leon                |
| 2    | Defensa         | Arturo Chaires      | 14 de març de 1937     | -               | Deportivo Guadalajara  |
| 3    | Defensa         | Gustavo Peña        | 22 de novembre de 1941 | -               | Oro Guadalajara        |
| 4    | Defensa         | Jesús del Muro      | 30 de novembre de 1937 | -               | CD Veracruz            |
| 5    | Migcampista     | Ignacio Jáuregui    | 31 de juliol de 1938   | -               | CF Atlas               |
| 6    | Migcampista     | Isidoro Díaz        | 14 de març de 1940     | -               | Deportivo Guadalajara  |
| 7    | Davanter        | Felipe Ruvalcaba    | 16 de febrer de 1941   | -               | Oro Guadalajara        |
| 8    | Davanter        | Aarón Padilla       | 10 de juliol de 1942   | -               | UNAM Pumas             |
| 9    | Migcampista     | Ernesto Cisneros    | 26 d'octubre de 1940   | -               | CF Atlas               |
| 10   | Davanter        | Javier Fragoso      | 19 d'abril de 1942     | -               | Club América           |
| 11   | Davanter        | Francisco Jara      | 3 de febrer de 1941    | -               | Universidad Nuevo Leon |
| 12   | Porter          | Ignacio Calderón    | 13 de desembre de 1943 | -               | Deportivo Guadalajara  |
| 13   | Migcampista     | José Luis González  | 14 de setembre de 1942 | -               | Necaxa                 |
| 14   | Defensa         | Gabriel Núñez       | 6 de febrer de 1942    | -               | CD Zacatepec           |
| 15   | Migcampista     | Guillermo Hernández | 25 de juny de 1942     | -               | CF Atlas               |
| 16   | Migcampista     | Luis Regueiro       | 22 de desembre de 1943 | -               | UNAM Pumas             |
| 17   | Migcampista     | Magdaleno Mercado   | 4 d'abril de 1944      | -               | CF Atlas               |
| 18   | Davanter        | Elías Muñoz         | 3 de novembre de 1941  | -               | Universidad Nuevo Leon |
| 19   | Davanter        | Salvador Reyes      | 20 de setembre de 1936 | -               | Deportivo Guadalajara  |
| 20   | Davanter        | Enrique Borja       | 20 de desembre de 1945 | -               | UNAM Pumas             |
| 21   | Davanter        | Ramiro Navarro      | 25 de maig de 1943     | -               | Oro Guadalajara        |
| 22   | Porter          | Javier Vargas       | 22 de novembre de 1941 | -               | CF Atlas               |
| Ent. | Ignacio Trelles | Ignacio Trelles     | Ignacio Trelles        | Ignacio Trelles | Ignacio Trelles        |

## Uruguai
| #    | Posició      | Nom                   | Naixement              | P. Sel.      | Club                      |
| ---- | ------------ | --------------------- | ---------------------- | ------------ | ------------------------- |
| 1    | Porter       | Ladislao Mazurkiewicz | 14 de febrer de 1945   | -            | C.A. Peñarol              |
| 2    | Defensa      | Horacio Troche        | 14 de febrer1936       | -            | C.A. Cerro                |
| 3    | Defensa      | Jorge Manicera        | 4 de novembre1938      | -            | Club Nacional de Football |
| 4    | Migcampista  | Pablo Forlán          | 14 de juliol1945       | -            | C.A. Peñarol              |
| 5    | Defensa      | Néstor Gonçalves      | 27 d'abril de 1936     | -            | C.A. Peñarol              |
| 6    | Migcampista  | Omar Caetano          | 8 de novembre de 1938  | -            | C.A. Peñarol              |
| 7    | Migcampista  | Julio César Cortés    | 29 de març de 1941     | -            | C.A. Peñarol              |
| 8    | Davanter     | José Urrusmendi       | 25 d'agost de 1944     | -            | Club Nacional de Football |
| 9    | Davanter     | José Sacía            | 27 de desembre de 1933 | -            | Defensor Sporting         |
| 10   | Davanter     | Pedro Rocha           | 3 de desembre de 1942  | -            | C.A. Peñarol              |
| 11   | Davanter     | Domingo Pérez         | 7 de juny de 1936      | -            | Club Nacional de Football |
| 12   | Porter       | Roberto Sosa          | 14 de juny de 1935     | -            | Club Nacional de Football |
| 13   | Defensa      | Nelson Díaz           | 12 de gener de 1942    | -            | C.A. Peñarol              |
| 14   | Defensa      | Emilio Álvarez        | 10 de febrer de 1939   | -            | Club Nacional de Football |
| 15   | Defensa      | Luis Ubiñas           | 7 de juny de 1940      | -            | Rampla Juniors            |
| 16   | Defensa      | Eliseo Álvarez        | 9 d'agost de 1940      | -            | Rampla Juniors            |
| 17   | Migcampista  | Héctor Salva          | 27 de novembre de 1939 | -            | Danubio                   |
| 18   | Davanter     | Milton Viera          | 11 de maig de 1946     | -            | Club Nacional de Football |
| 19   | Migcampista  | Héctor Silva          | 1 de febrer de 1940    | -            | C.A. Peñarol              |
| 20   | Defensa      | Luis Ramos            | 9 d'octubre de 1939    | -            | Club Nacional de Football |
| 21   | Migcampista  | Víctor Espárrago      | 6 d'octubre de 1944    | -            | Club Nacional de Football |
| 22   | Porter       | Walter Taibo          | 7 de març de 1931      | -            | C.A. Peñarol              |
| Ent. | Ondino Viera | Ondino Viera          | Ondino Viera           | Ondino Viera | Ondino Viera              |

## Argentina
| #    | Posició             | Nom                  | Naixement              | P. Sel.             | Club                |
| ---- | ------------------- | -------------------- | ---------------------- | ------------------- | ------------------- |
| 1    | Porter              | Antonio Roma         | 13 de juliol de 1932   | -                   | Boca Juniors        |
| 2    | Porter              | Rolando Irusta       | 27 de març de 1938     | -                   | Lanús               |
| 3    | Porter              | Hugo Gatti           | 19 d'agost de 1944     | -                   | River Plate         |
| 4    | Defensa             | Roberto Perfumo      | 3 d'octubre de 1942    | -                   | Racing Club         |
| 5    | Migcampista         | José Varacka         | 27 de maig de 1932     | -                   | San Lorenzo         |
| 6    | Migcampista         | Oscar Calics         | 18 de novembre de 1939 | -                   | San Lorenzo         |
| 7    | Defensa             | Silvio Marzolini     | 4 d'octubre de 1940    | -                   | Boca Juniors        |
| 8    | Defensa             | Roberto Ferreiro     | 25 d'abril de 1935     | -                   | Independiente       |
| 9    | Migcampista         | Carmelo Simeone      | 22 de setembre de 1934 | -                   | Boca Juniors        |
| 10   | Migcampista         | Antonio Rattín       | 16 de maig de 1937     | -                   | Boca Juniors        |
| 11   | Migcampista         | José Omar Pastoriza  | 23 de maig de 1942     | -                   | Independiente       |
| 12   | Migcampista         | José Rafael Albrecht | 23 d'agost de 1941     | -                   | San Lorenzo         |
| 13   | Defensa             | Nelson López         | 24 de juny de 1941     | -                   | Banfield            |
| 14   | Davanter            | Mario Chaldú         | 6 de juny de 1942      | -                   | San Lorenzo         |
| 15   | Migcampista         | Jorge Solari         | 11 de novembre de 1941 | -                   | River Plate         |
| 16   | Davanter            | Alberto González     | 21 d'agost de 1941     | -                   | Boca Juniors        |
| 17   | Migcampista         | Juan Carlos Sarnari  | 22 de gener de 1942    | -                   | River Plate         |
| 18   | Davanter            | Alfredo Rojas        | 20 de febrer de 1937   | -                   | Boca Juniors        |
| 19   | Migcampista         | Luis Artime          | 2 de desembre de 1938  | -                   | Independiente       |
| 20   | Davanter            | Ermindo Onega        | 30 d'abril de 1940     | -                   | River Plate         |
| 21   | Davanter            | Oscar Más            | 29 d'octubre de 1946   | -                   | River Plate         |
| 22   | Davanter            | Aníbal Tarabini      | 4 d'agost de 1941      | -                   | Independiente       |
| Ent. | Juan Carlos Lorenzo | Juan Carlos Lorenzo  | Juan Carlos Lorenzo    | Juan Carlos Lorenzo | Juan Carlos Lorenzo |

## Espanya
| #    | Posició         | Nom               | Naixement              | P. Sel.         | Club            |
| ---- | --------------- | ----------------- | ---------------------- | --------------- | --------------- |
| 1    | Porter          | José Ángel Iribar | 1 de març de 1943      | -               | Athletic Bilbao |
| 2    | Defensa         | Manuel Sanchís    | 26 de març de 1938     | -               | Reial Madrid    |
| 3    | Defensa         | Eladi Silvestre   | 18 de novembre de 1940 | -               | FC Barcelona    |
| 4    | Migcampista     | Luis del Sol      | 6 d'abril de 1935      | -               | Juventus FC     |
| 5    | Migcampista     | Ignacio Zoco      | 31 de juliol de 1939   | -               | Reial Madrid    |
| 6    | Defensa         | Jesús Glaría      | 2 de gener de 1942     | -               | Atlético Madrid |
| 7    | Migcampista     | José Ufarte       | 17 de maig de 1941     | -               | Atlético Madrid |
| 8    | Migcampista     | Amancio           | 16 d'octubre de 1939   | -               | Reial Madrid    |
| 9    | Davanter        | Marcelino         | 29 d'abril de 1940     | -               | Real Zaragoza   |
| 10   | Davanter        | Luis Suárez       | 2 de maig de 1935      | -               | Inter           |
| 11   | Davanter        | Francisco Gento   | 21 d'octubre de 1933   | -               | Reial Madrid    |
| 12   | Porter          | Antonio Betancort | 13 de març de 1938     | -               | Reial Madrid    |
| 13   | Porter          | Miguel Reina      | 24 de gener de 1946    | -               | Córdoba CF      |
| 14   | Defensa         | Feliciano Rivilla | 21 d'agost de 1936     | -               | Atlético Madrid |
| 15   | Defensa         | Severino Reija    | 25 de novembre de 1938 | -               | Real Zaragoza   |
| 16   | Davanter        | Ferran Olivella   | 22 de juny de 1936     | -               | FC Barcelona    |
| 17   | Migcampista     | Gallego           | 4 de març de 1944      | -               | FC Barcelona    |
| 18   | Migcampista     | Pirri             | 11 de març de 1945     | -               | Reial Madrid    |
| 19   | Davanter        | Josep Maria Fusté | 15 d'abril de 1941     | -               | FC Barcelona    |
| 20   | Migcampista     | Joaquín Peiró     | 29 de gener de 1936    | -               | Inter           |
| 21   | Migcampista     | Adelardo          | 26 de setembre de 1939 | -               | Atlético Madrid |
| 22   | Davanter        | Carlos Lapetra    | 29 de novembre de 1938 | -               | Real Zaragoza   |
| Ent. | José Villalonga | José Villalonga   | José Villalonga        | José Villalonga | José Villalonga |

## Suïssa
| #    | Posició      | Nom                      | Naixement              | P. Sel.      | Club              |
| ---- | ------------ | ------------------------ | ---------------------- | ------------ | ----------------- |
| 1    | Porter       | Karl Elsener             | 13 d'agost de 1934     | -            | Lausanne          |
| 2    | Defensa      | Willy Allemann           | 10 de juny de 1942     | -            | FC Grenchen       |
| 3    | Defensa      | Kurt Armbruster          | 16 de setembre de 1934 | -            | Lausanne          |
| 4    | Migcampista  | Heinz Bäni               | 18 de novembre de 1936 | -            | FC Zürich         |
| 5    | Defensa      | René Brodmann            | 25 d'octubre de 1933   | -            | FC Zürich         |
| 6    | Migcampista  | Richard Dürr             | 1 de desembre de 1938  | -            | Lausanne          |
| 7    | Defensa      | Hansruedi Führer         | 24 de desembre de 1937 | -            | Young Boys        |
| 8    | Migcampista  | Vottore Gottardi         | 24 de setembre de 1941 | -            | FC Lugano         |
| 9    | Defensa      | André Grobéty            | 22 de juny de 1933     | -            | Lausanne          |
| 10   | Davanter     | Robert Hosp              | 13 de desembre de 1939 | -            | Lausanne          |
| 11   | Davanter     | Köbi Kuhn                | 12 d'octubre de 1943   | -            | FC Zürich         |
| 12   | Porter       | Léo Eichmann             | 24 de desembre de 1936 | -            | La Chaux-de-Fonds |
| 13   | Davanter     | Fritz Künzli             | 8 de gener de 1946     | -            | FC Zürich         |
| 14   | Defensa      | Werner Leimgruber        | 2 de setembre de 1934  | -            | FC Zürich         |
| 15   | Migcampista  | Karl Odermatt            | 17 de desembre de 1942 | -            | FC Basel          |
| 16   | Davanter     | René-Pierre Quentin      | 5 d'agost de 1943      | -            | Sion              |
| 17   | Davanter     | Jean-Claude Schindelholz | 11 d'octubre de 1940   | -            | Servette          |
| 18   | Defensa      | Heinz Schneiter          | 12 d'abril de 1935     | -            | Young Boys        |
| 19   | Migcampista  | Xaver Stierli            | 29 d'octubre de 1940   | -            | FC Zürich         |
| 20   | Defensa      | Ely Tacchella            | 25 de maig de 1936     | -            | Lausanne          |
| 21   | Migcampista  | Georges Vuilleumier      | 21 de setembre de 1944 | -            | Lausanne          |
| 22   | Porter       | Mario Prosperi           | 4 d'agost de 1945      | -            | Lugano            |
| Ent. | Alfredo Foni | Alfredo Foni             | Alfredo Foni           | Alfredo Foni | Alfredo Foni      |

## Alemanya Occidental
| #    | Posició      | Nom                     | Naixement              | P. Sel.      | Club                 |
| ---- | ------------ | ----------------------- | ---------------------- | ------------ | -------------------- |
| 1    | Porter       | Hans Tilkowski          | 12 de juliol de 1935   | -            | Borussia Dortmund    |
| 2    | Defensa      | Horst-Dieter Höttges    | 10 de setembre de 1943 | -            | Werder Bremen        |
| 3    | Defensa      | Karl-Heinz Schnellinger | 31 de març de 1939     | -            | AC Milan             |
| 4    | Migcampista  | Franz Beckenbauer       | 11 de setembre de 1945 | -            | Bayern de Múnic      |
| 5    | Defensa      | Willi Schulz            | 4 d'octubre de 1938    | -            | Hamburg              |
| 6    | Defensa      | Wolfgang Weber          | 26 de juny de 1944     | -            | FC Köln              |
| 7    | Migcampista  | Albert Brülls           | 26 de març de 1937     | -            | Brescia              |
| 8    | Migcampista  | Helmut Haller           | 21 de juliol de 1939   | -            | Bologna              |
| 9    | Davanter     | Uwe Seeler              | 5 de novembre de 1936  | -            | Hamburg              |
| 10   | Davanter     | Sigfried Held           | 7 d'agost de 1942      | -            | Borussia Dortmund    |
| 11   | Davanter     | Lothar Emmerich         | 29 de novembre de 1941 | -            | Borussia Dortmund    |
| 12   | Migcampista  | Wolfgang Overath        | 29 de setembre de 1943 | -            | FC Köln              |
| 13   | Davanter     | Heinz Hornig            | 28 de setembre de 1937 | -            | FC Köln              |
| 14   | Defensa      | Friedel Lutz            | 21 de gener de 1939    | -            | Eintracht Frankfurt  |
| 15   | Defensa      | Bernd Patzke            | 14 de març de 1943     | -            | TSV München von 1860 |
| 16   | Migcampista  | Max Lorenz              | 19 d'agost de 1939     | -            | Werder Bremen        |
| 17   | Defensa      | Wolfgang Paul           | 25 de gener de 1940    | -            | Borussia Dortmund    |
| 18   | Defensa      | Klaus-Dieter Sieloff    | 27 de febrer de 1942   | -            | VfB Stuttgart        |
| 19   | Davanter     | Werner Krämer           | 26 d'abril de 1936     | -            | Meidericher SV       |
| 20   | Davanter     | Jürgen Grabowski        | 7 de juliol de 1944    | -            | Eintracht Frankfurt  |
| 21   | Porter       | Günter Bernard          | 4 de novembre de 1939  | -            | Werder Bremen        |
| 22   | Porter       | Sepp Maier              | 28 de febrer de 1944   | -            | FC Bayern de Múnic   |
| Ent. | Helmut Schön | Helmut Schön            | Helmut Schön           | Helmut Schön | Helmut Schön         |

## Brasil
| #    | Posició       | Nom            | Naixement              | P. Sel.       | Club          |
| ---- | ------------- | -------------- | ---------------------- | ------------- | ------------- |
| 1    | Porter        | Gilmar         | 22 d'agost de 1930     | -             | Santos FC     |
| 2    | Defensa       | Djalma Santos  | 27 de febrer de 1929   | -             | Palmeiras     |
| 3    | Defensa       | Fidélis        | 13 de març de 1944     | -             | Bangu         |
| 4    | Defensa       | Bellini        | 7 de juny de 1930      | -             | São Paulo FC  |
| 5    | Defensa       | Brito          | 9 d'agost de 1939      | -             | Vasco da Gama |
| 6    | Defensa       | Altair         | 21 de gener de 1938    | -             | Fluminense    |
| 7    | Defensa       | Orlando        | 20 de setembre de 1935 | -             | Santos FC     |
| 8    | Defensa       | Paulo Henrique | 5 de gener de 1943     | -             | Flamengo      |
| 9    | Defensa       | Rildo          | 23 de gener de 1942    | -             | Botafogo      |
| 10   | Davanter      | Pelé           | 23 d'octubre de 1940   | -             | Santos FC     |
| 11   | Migcampista   | Gérson         | 11 de gener de 1941    | -             | Botafogo      |
| 12   | Porter        | Manga          | 26 d'abril de 1937     | -             | Botafogo      |
| 13   | Migcampista   | Denílson       | 28 de març de 1943     | -             | Fluminense    |
| 14   | Migcampista   | Lima           | 18 de gener de 1942    | -             | Santos FC     |
| 15   | Migcampista   | Zito           | 18 d'agost de 1932     | -             | Santos FC     |
| 16   | Davanter      | Garrincha      | 28 d'octubre de 1933   | -             | Corinthians   |
| 17   | Davanter      | Jairzinho      | 25 de desembre de 1944 | -             | Botafogo      |
| 18   | Davanter      | Alcindo        | 16 de desembre de 1945 | -             | Grêmio        |
| 19   | Davanter      | Silva          | 2 de gener de 1940     | -             | Flamengo      |
| 20   | Migcampista   | Tostão         | 25 de gener de 1947    | -             | Cruzeiro      |
| 21   | Davanter      | Paraná         | 21 de març de 1942     | -             | São Paulo FC  |
| 22   | Davanter      | Edu            | 6 d'agost de 1949      | -             | Santos FC     |
| Ent. | Vicente Feola | Vicente Feola  | Vicente Feola          | Vicente Feola | Vicente Feola |

## Bulgària
| #    | Posició         | Nom                   | Naixement              | P. Sel.         | Club               |
| ---- | --------------- | --------------------- | ---------------------- | --------------- | ------------------ |
| 1    | Porter          | Georgi Naydenov       | 21 de desembre de 1931 | -               | CSKA Sofia         |
| 2    | Defensa         | Aleksandar Shalamanov | 4 de setembre de 1941  | -               | Slavia Sofia       |
| 3    | Defensa         | Ivan Vutsov           | 14 de desembre de 1939 | -               | Levski Sofia       |
| 4    | Defensa         | Boris Gaganelov       | 7 d'octubre de 1941    | -               | CSKA Sofia         |
| 5    | Defensa         | Dimitar Penev         | 12 de juliol de 1945   | -               | CSKA Sofia         |
| 6    | Defensa         | Petr Jèkov            | 10 d'octubre de 1944   | -               | Beroe Stara Zagora |
| 7    | Migcampista     | Dinko Dermendjiev     | 2 de juny de 1941      | -               | Botev Plovdiv      |
| 8    | Migcampista     | Stoyan Kitov          | 27 d'agost de 1938     | -               | Spartak Sofia      |
| 9    | Davanter        | Georgi Asparuhov      | 4 de maig de 1943      | -               | Levski Sofia       |
| 10   | Davanter        | Dobromir Zhechev      | 12 de novembre de 1942 | -               | Spartak Sofia      |
| 11   | Davanter        | Ivan Kolev            | 1 de novembre de 1930  | -               | CSKA Sofia         |
| 12   | Migcampista     | Vasil Metodiev        | 6 de gener de 1935     | -               | Lokomotiv Sofia    |
| 13   | Davanter        | Dimitar Yakimov       | 12 d'agost de 1941     | -               | CSKA Sofia         |
| 14   | Davanter        | Nikola Kotkov         | 9 de desembre de 1938  | -               | Lokomotiv Sofia    |
| 15   | Defensa         | Dimitar Largov        | 10 de setembre de 1936 | -               | Slavia Sofia       |
| 16   | Davanter        | Aleksandar Kostov     | 5 de març de 1938      | -               | Levski Sofia       |
| 17   | Davanter        | Stefan Abadzhiev      | 3 de juliol de 1934    | -               | Levski Sofia       |
| 18   | Migcampista     | Evgeni Yanchovski     | 5 de setembre de 1939  | -               | Beroe Stara Zagora |
| 19   | Defensa         | Vidin Apostolov       | 17 d'octubre de 1941   | -               | Botev Plovdiv      |
| 20   | Migcampista     | Ivan Davidov          | 5 d'octubre de 1943    | -               | Slavia Sofia       |
| 21   | Porter          | Simeon Simeonov       | 26 d'abril de 1946     | -               | Slavia Sofia       |
| 22   | Porter          | Ivan Deiànov          | 16 de desembre de 1937 | -               | Lokomotiv Sofia    |
| Ent. | Rudolf Vytlačil | Rudolf Vytlačil       | Rudolf Vytlačil        | Rudolf Vytlačil | Rudolf Vytlačil    |

## Hongria
| #    | Posició      | Nom                | Naixement              | P. Sel.      | Club               |
| ---- | ------------ | ------------------ | ---------------------- | ------------ | ------------------ |
| 1    | Porter       | Antal Szentmihályi | 3 de juny de 1937      | -            | Újpesti Dózsa      |
| 2    | Defensa      | Benő Káposzta      | 7 de juny de 1942      | -            | Újpesti Dózsa      |
| 3    | Defensa      | Sándor Mátrai      | 20 de novembre de 1932 | -            | Ferencvárosi TC    |
| 4    | Defensa      | Kálmán Sóvári      | 21 de desembre de 1940 | -            | Újpesti Dózsa      |
| 5    | Defensa      | Kálmán Mészöly     | 16 de juliol de 1941   | -            | Vasas SC           |
| 6    | Migcampista  | Ferenc Sipos       | 13 de desembre de 1932 | -            | Budapest Honvéd FC |
| 7    | Davanter     | Ferenc Bene        | 17 de desembre de 1944 | -            | Újpesti Dózsa      |
| 8    | Migcampista  | Zoltán Varga       | 1 de gener de 1945     | -            | Ferencvárosi TC    |
| 9    | Migcampista  | Flórián Albert     | 15 de setembre de 1941 | -            | Ferencvárosi TC    |
| 10   | Davanter     | János Farkas       | 27 de març de 1942     | -            | Vasas SC           |
| 11   | Davanter     | Gyula Rákosi       | 9 d'octubre de 1938    | -            | Ferencvárosi TC    |
| 12   | Davanter     | Máté Fenyvesi      | 20 de setembre de 1933 | -            | Ferencvárosi TC    |
| 13   | Migcampista  | Imre Mathesz       | 25 de març de 1937     | -            | Vasas SC           |
| 14   | Migcampista  | István Nagy        | 14 d'abril de 1939     | -            | MTK Hungária FC    |
| 15   | Davanter     | Dezső Molnár       | 2 de desembre de 1939  | -            | Vasas SC           |
| 16   | Davanter     | Lajos Tichy        | 21 de març de 1935     | -            | Budapest Honvéd FC |
| 17   | Defensa      | Gusztáv Szepesi    | 17 de juliol de 1939   | -            | Tatabányai Bányász |
| 18   | Defensa      | Kálmán Ihász       | 6 de desembre de 1941  | -            | Vasas SC           |
| 19   | Davanter     | Lajos Puskás       | 3 d'agost de 1944      | -            | Vasas SC           |
| 20   | Davanter     | Antal Nagy         | 16 de maig de 1944     | -            | Budapest Honvéd FC |
| 21   | Porter       | József Gelei       | 29 de juny de 1938     | -            | Tatabányai Bányász |
| 22   | Porter       | István Géczi       | 13 de juny de 1944     | -            | Ferencváros TC     |
| Ent. | Lajos Baróti | Lajos Baróti       | Lajos Baróti           | Lajos Baróti | Lajos Baróti       |

## Portugal
| #    | Posició     | Nom                | Naixement              | P. Sel.     | Club            |
| ---- | ----------- | ------------------ | ---------------------- | ----------- | --------------- |
| 1    | Porter      | Américo            | 6 de març de 1933      | -           | FC Porto        |
| 2    | Porter      | Joaquim Carvalho   | 18 d'abril de 1937     | -           | Sporting CP     |
| 3    | Porter      | José Pereira       | 15 de setembre de 1931 | -           | Os Belenenses   |
| 4    | Defensa     | Vicente            | 24 de setembre de 1935 | -           | Os Belenenses   |
| 5    | Defensa     | Germano            | 13 de desembre de 1932 | -           | SL Benfica      |
| 6    | Migcampista | Fernando Peres     | 18 de gener de 1943    | -           | Sporting CP     |
| 7    | Davanter    | Ernesto Figueiredo | 6 de juliol de 1937    | -           | Sporting CP     |
| 8    | Davanter    | João Lourenço      | 8 d'abril de 1942      | -           | Sporting CP     |
| 9    | Defensa     | Hilário            | 19 de març de 1939     | -           | Sporting CP     |
| 10   | Migcampista | Mário Coluna       | 6 d'agost de 1935      | -           | SL Benfica      |
| 11   | Migcampista | António Simões     | 14 de desembre de 1943 | -           | SL Benfica      |
| 12   | Migcampista | José Augusto       | 13 d'abril de 1937     | -           | SL Benfica      |
| 13   | Davanter    | Eusébio            | 25 de gener de 1942    | -           | SL Benfica      |
| 14   | Migcampista | Fernando Cruz      | 12 d'agost de 1940     | -           | SL Benfica      |
| 15   | Davanter    | Manuel Duarte      | 20 de maig de 1943     | -           | Leixões SC      |
| 16   | Migcampista | Jaime Graça        | 10 de gener de 1942    | -           | Vitória Setúbal |
| 17   | Defensa     | João Morais        | 6 de març de 1935      | -           | Sporting CP     |
| 18   | Davanter    | José Torres        | 8 de setembre de 1938  | -           | SL Benfica      |
| 19   | Migcampista | Custódio Pinto     | 9 de febrer de 1942    | -           | FC Porto        |
| 20   | Defensa     | Alexandre Baptista | 17 de febrer de 1941   | -           | Sporting CP     |
| 21   | Defensa     | José Carlos        | 22 de setembre de 1941 | -           | Sporting CP     |
| 22   | Defensa     | Alberto Festa      | 21 de juliol de 1939   | -           | FC Porto        |
| Ent. | Otto Glória | Otto Glória        | Otto Glória            | Otto Glória | Otto Glória     |

## Xile
| #    | Posició     | Nom               | Naixement              | P. Sel.     | Club                 |
| ---- | ----------- | ----------------- | ---------------------- | ----------- | -------------------- |
| 1    | Migcampista | Pedro Araya       | 23 de gener de 1942    | -           | Universidad de Chile |
| 2    | Defensa     | Hugo Berly        | 31 de desembre de 1941 | -           | Audax Italiano       |
| 3    | Migcampista | Carlos Campos     | 14 de febrer de 1937   | -           | Universidad de Chile |
| 4    | Defensa     | Humberto Cruz     | 8 de desembre de 1939  | -           | Colo-Colo            |
| 5    | Defensa     | Humberto Donoso   | 9 d'octubre de 1938    | -           | Universidad de Chile |
| 6    | Defensa     | Luis Eyzaguirre   | 22 de juny de 1939     | -           | Universidad de Chile |
| 7    | Defensa     | Elías Figueroa    | 25 d'octubre de 1946   | -           | Santiago Wanderers   |
| 8    | Davanter    | Alberto Fouilloux | 22 de novembre de 1940 | -           | Universidad Católica |
| 9    | Porter      | Adán Godoy        | 26 de novembre de 1936 | -           | Universidad Católica |
| 10   | Migcampista | Roberto Hodge     | 30 de juliol de 1944   | -           | Universidad de Chile |
| 11   | Davanter    | Honorino Landa    | 1 de juny de 1942      | -           | Green Cross          |
| 12   | Migcampista | Rubén Marcos      | 6 de desembre de 1942  | -           | Universidad de Chile |
| 13   | Porter      | Juan Olivares     | 20 de febrer de 1941   | -           | Santiago Wanderers   |
| 14   | Migcampista | Ignacio Prieto    | 23 de setembre de 1943 | -           | Universidad Católica |
| 15   | Migcampista | Jaime Ramírez     | 14 d'agost de 1931     | -           | Universidad de Chile |
| 16   | Davanter    | Orlando Ramírez   | 7 de maig de 1943      | -           | Universidad de Chile |
| 17   | Migcampista | Leonel Sánchez    | 25 d'abril de 1936     | -           | Universidad de Chile |
| 18   | Migcampista | Armando Tobar     | 7 de juny de 1938      | -           | Universidad Católica |
| 19   | Davanter    | Francisco Valdés  | 19 de març de 1943     | -           | Colo-Colo            |
| 20   | Defensa     | Alberto Valentini | 25 de novembre de 1938 | -           | Colo-Colo            |
| 21   | Defensa     | Hugo Villanueva   | 9 d'abril de 1939      | -           | Universidad de Chile |
| 22   | Davanter    | Guillermo Yávar   | 26 de març de 1943     | -           | Universidad de Chile |
| Ent. | Luis Álamos | Luis Álamos       | Luis Álamos            | Luis Álamos | Luis Álamos          |

## Itàlia
| #    | Posició        | Nom                  | Naixement              | P. Sel.        | Club            |
| ---- | -------------- | -------------------- | ---------------------- | -------------- | --------------- |
| 1    | Porter         | Enrico Albertosi     | 2 de novembre de 1939  | -              | ACF Fiorentina  |
| 2    | Porter         | Roberto Anzolin      | 18 d'abril de 1938     | -              | Juventus FC     |
| 3    | Migcampista    | Paolo Barison        | 23 de juny de 1936     | -              | AS Roma         |
| 4    | Migcampista    | Giacomo Bulgarelli   | 24 d'octubre de 1940   | -              | Bologna FC      |
| 5    | Defensa        | Tarcisio Burgnich    | 25 d'abril de 1939     | -              | FC Inter        |
| 6    | Defensa        | Giacinto Facchetti   | 18 de juliol de 1942   | -              | FC Inter        |
| 7    | Migcampista    | Romano Fogli         | 21 de gener de 1938    | -              | Bologna FC      |
| 8    | Defensa        | Aristide Guarneri    | 7 de març de 1938      | -              | FC Inter        |
| 9    | Defensa        | Francesco Janich     | 27 de març de 1937     | -              | Bologna FC      |
| 10   | Davanter       | Antonio Juliano      | 1 de gener de 1943     | -              | SSC Napoli      |
| 11   | Defensa        | Spartaco Landini     | 31 de gener de 1944    | -              | FC Inter        |
| 12   | Migcampista    | Gianfranco Leoncini  | 25 de setembre de 1939 | -              | Juventus FC     |
| 13   | Migcampista    | Giovanni Lodetti     | 10 d'agost de 1942     | -              | A.C. Milan      |
| 14   | Davanter       | Sandro Mazzola       | 8 de novembre de 1942  | -              | FC Inter        |
| 15   | Davanter       | Luigi Meroni         | 24 de febrer de 1943   | -              | Torino Calcio   |
| 16   | Davanter       | Ezio Pascutti        | 1 de juny de 1937      | -              | Bologna FC      |
| 17   | Migcampista    | Marino Perani        | 27 d'octubre de 1939   | -              | Bologna FC      |
| 18   | Porter         | Pierluigi Pizzaballa | 14 de setembre de 1939 | -              | Atalanta BC     |
| 19   | Davanter       | Gianni Rivera        | 18 d'agost de 1943     | -              | A.C. Milan      |
| 20   | Davanter       | Francesco Rizzo      | 30 de maig de 1943     | -              | Cagliari Calcio |
| 21   | Defensa        | Roberto Rosato       | 18 d'agost de 1943     | -              | Torino Calcio   |
| 22   | Defensa        | Sandro Salvadore     | 29 de novembre de 1939 | -              | Juventus FC     |
| Ent. | Edmondo Fabbri | Edmondo Fabbri       | Edmondo Fabbri         | Edmondo Fabbri | Edmondo Fabbri  |

## Corea del Nord
| #    | Posició        | Nom             | Naixement              | P. Sel.        | Club                   |
| ---- | -------------- | --------------- | ---------------------- | -------------- | ---------------------- |
| 1    | Porter         | Li Chan-myung   | 2 de gener de 1947     | -              | Kikwancha Pyongyang    |
| 2    | Defensa        | Pak Li-sup      | 6 de gener de 1944     | -              | Amrokgang (Yalu River) |
| 3    | Defensa        | Shin Yung-kyoo  | 30 de març de 1942     | -              | Moranbong Pyongyang    |
| 4    | Defensa        | Kang Bong-chil  | 7 de novembre de 1943  | -              | April 25th Sport Club  |
| 5    | Defensa        | Lim Zoong-sun   | 16 de juliol de 1943   | -              | Moranbong Pyongyang    |
| 6    | Migcampista    | Im Seung-hwi    | 3 de febrer de 1946    | -              | April 25th Sport Club  |
| 7    | Migcampista    | Pak Doo-ik      | 17 de març de 1942     | -              | Moranbong Pyongyang    |
| 8    | Migcampista    | Pak Seung-zin   | 11 de gener de 1941    | -              | Moranbong Pyongyang    |
| 9    | Porter         | Li Keun-hak     | 7 de juliol de 1940    | -              | Moranbong Pyongyang    |
| 10   | Davanter       | Kang Ryong-woon | 25 d'abril de 1942     | -              | Radongja               |
| 11   | Migcampista    | Han Bong-zin    | 2 de setembre de 1945  | -              | April 25th Sport Club  |
| 12   | Davanter       | Kim Seung-il    | 2 de setembre de 1945  | -              | Moranbong Pyongyang    |
| 13   | Defensa        | Oh Yoon-kyung   | 6 d'agost de 1941      | -              | August 8 Club          |
| 14   | Defensa        | Ha Jung-won     | 20 d'abril de 1942     | -              | August 8 Club          |
| 15   | Davanter       | Yang Sung-kook  | 19 d'agost de 1944     | -              | Kikwancha Pyongyang    |
| 16   | Davanter       | Li Dong-woon    | 4 de juliol de 1945    | -              | Radongja               |
| 17   | Davanter       | Kim Bong-hwan   | 4 de juliol de 1939    | -              | Kikwancha Pyongyang    |
| 18   | Migcampista    | Ke Seung-woon   | 26 de desembre de 1943 | -              | Radongja               |
| 19   | Defensa        | Kim Yung-kil    | 29 de gener de 1944    | -              | Radongja               |
| 20   | Defensa        | Ryoo Chang-kil  | 5 de novembre de 1940  | -              | Kikwancha Pyongyang    |
| 21   | Migcampista    | An Se-bok       | 29 d'octubre de 1946   | -              | Amrokgang (Yalu River) |
| 22   | Migcampista    | Li Chi-an       | 7 de juliol de 1945    | -              | April 25th Sport Club  |
| Ent. | Myung Rae-hyun | Myung Rae-hyun  | Myung Rae-hyun         | Myung Rae-hyun | Myung Rae-hyun         |

## Unió Soviètica
| #    | Posició         | Nom                   | Naixement              | P. Sel.         | Club            |
| ---- | --------------- | --------------------- | ---------------------- | --------------- | --------------- |
| 1    | Porter          | Lev Iaixin            | 22 d'octubre de 1929   | 63              | Dynamo Moscou   |
| 2    | Davanter        | Víktor Serèbrianikov  | 29 de març de 1940     | 7               | Dynamo Kiev     |
| 3    | Defensa         | Leonid Ostrovskiy     | 17 de gener de 1936    | 7               | Dynamo Kiev     |
| 4    | Defensa         | Vladimir Ponomarev    | 18 de febrer de 1940   | 16              | CSKA Moscou     |
| 5    | Migcampista     | Valentín Afonin       | 22 de desembre de 1939 | 10              | SKA Rostov      |
| 6    | Defensa         | Albert Xesterniov     | 20 de juny de 1941     | 28              | CSKA Moscou     |
| 7    | Migcampista     | Murtaz Khurtsilava    | 5 de gener de 1943     | 5               | Dynamo Tbilisi  |
| 8    | Migcampista     | Yozhef Sabo           | 29 de febrer de 1940   | 10              | Dynamo Kiev     |
| 9    | Defensa         | Víktor Guétmanov      | 4 de maig de 1940      | 5               | SKA Rostov      |
| 10   | Defensa         | Vasiliy Danilov       | 13 de maig de 1941     | 13              | Zenit Leningrad |
| 11   | Migcampista     | Igor Chislenko        | 4 de gener de 1939     | 26              | Dynamo Moscou   |
| 12   | Migcampista     | Valery Voronin        | 17 de juliol de 1939   | 46              | Torpedo Moscou  |
| 13   | Defensa         | Alexey Korneyev       | 6 de febrer de 1939    | 4               | Spartak Moscou  |
| 14   | Migcampista     | Georgiy Sichinava     | 15 de setembre de 1944 | 5               | Dynamo Tbilisi  |
| 15   | Davanter        | Galimzyan Khusainov   | 27 de juny de 1937     | 26              | Spartak Moscou  |
| 16   | Davanter        | Slava Metreveli       | 30 de maig de 1936     | 42              | Dynamo Tbilisi  |
| 17   | Davanter        | Valeri Porkuian       | 4 d'octubre de 1944    | 0               | Dynamo Kiev     |
| 18   | Davanter        | Anatoliy Banishevskiy | 23 de febrer de 1946   | 13              | Neftyanik Baku  |
| 19   | Davanter        | Eduard Malofeyev      | 2 de juny de 1942      | 15              | Dynamo Minsk    |
| 20   | Davanter        | Eduard Markarov       | 20 de juny de 1942     | 1               | Neftyanik Baku  |
| 21   | Porter          | Anzor Kavazaixvili    | 19 de juliol de 1940   | 9               | Torpedo Moscou  |
| 22   | Porter          | Víktor Bànnikov       | 28 d'abril de 1938     | 7               | Dynamo Kiev     |
| Ent. | Nikolai Morozov | Nikolai Morozov       | Nikolai Morozov        | Nikolai Morozov | Nikolai Morozov |